# Shine Not Burn
Shine Not Burn is het tweede en meest recente livealbum van de Canadese punkband The Real McKenzies. Het album werd opgenomen op 17 tot en met 19 augustus 2010 bij Wild at Heart in Berlin-Kreuzberg, Duitsland. De nummers op het album zijn akoestisch. Het album zelf werd uitgegeven op cd en als dubbelalbum op 22 juni 2010 via het platenlabel Fat Wreck Chords.

## Nummers
1. "Nessie" - 3:37
2. "Drink the Way I Do" - 1:41
3. "10,000 Shots" - 2:48
4. "Pickled" - 2:56
5. "Auld Mrs. Hunt" - 0:47
6. "Bastards" - 4:21
7. "My Bonnie" - 3:06
8. "Chip" - 3:32
9. "Scots Wha' Ha'e" - 2:37
10. "Droppin' Like Flies" - 2:13
11. "Pour Decisions" - 2:56
12. "The Skeleton and the Taylor" - 3:20
13. "Best Day Until Tomorrow" - 3:12
14. "Bitch Off the Money" - 2:16
15. "Get Lost" - 2:00
16. "Wild Mountain Thyme" - 3:53
17. "Whisky Scotch Whisky" - 2:33
18. "Sawney Beane Clan" - 3:08
19. "King o' Glasgow" - 4:54
20. "Taylor Made II" - 2:46
21. "Bugger Off" - 3:32